# Banifing (Baoulé)
Ne doit pas être confondu avec le Banifing, affluent du Bani.
La Banifing est une rivière du Mali en Afrique de l'Ouest. C'est un affluent de la Baoulé faisant partie du système hydrologique du Niger.
Elle est aussi connue sous le nom de Banan-ba (fleuve du Banan).

## Géographie
Elle nait au nord-ouest de Bougouni et coule vers le Nord sur environ 200 km pour se jeter dans la Baoulé à l'est de la forêt de Soussa.